# Erik Bergqvist
Erik Gustaf Berka Bergqvist (ur. 20 czerwca 1891 w Sztokholmie, zm. 17 lutego 1954 tamże) – szwedzki piłkarz, reprezentant kraju grający na pozycji bramkarza, a także waterpolista, dwukrotny medalista olimpijski w piłce wodnej.

## Piłka wodna
Erik Bergqvist jest dwukrotnym medalistą olimpijskim w piłce wodnej: w Sztokholmie zdobył z drużyną Szwecji srebrny medal, a 8 lat później w Antwerpii medal brązowy.

## Piłka nożna

### Kariera klubowa
Bergqvist występował w IFK Sztokholm i AIK Fotboll. W 1914 i 1916 AIK z Bergqvistem w składzie dwukrotnie zdobył mistrzostwo Szwecji w piłce nożnej.

### Kariera reprezentacyjna
W reprezentacji Szwecji Bergqvist zadebiutował 16 czerwca 1912 w wygranym 2-1 towarzyskim meczu z Norwegią. W tym samym roku był jedynie rezerwowym w kadrze Szwecji na Igrzyska Olimpijskie w Sztokholmie, więc nie wystąpił w żadnym spotkaniu. Ostatni raz w reprezentacji wystąpił 2 lipca 1916 w wygranym 6-0 towarzyskim spotkaniu z Norwegią. W sumie wystąpił w 4 spotkaniach.
| Mecze i gole w reprezentacji | Mecze i gole w reprezentacji | Mecze i gole w reprezentacji | Mecze i gole w reprezentacji | Mecze i gole w reprezentacji | Mecze i gole w reprezentacji | Mecze i gole w reprezentacji |
| #                            | Data                         | Miasto                       | Przeciwnik                   | Gol                          | Wynik                        |                              |
| ---------------------------- | ---------------------------- | ---------------------------- | ---------------------------- | ---------------------------- | ---------------------------- | ---------------------------- |
| 1.                           | 16.06.1912                   | Kristiania                   | Norwegia                     |                              | 2:1                          | towarzyski                   |
| 2.                           | 25.10.1914                   | Solna                        | Norwegia                     |                              | 7:0                          | towarzyski                   |
| 3.                           | 17.06.1915                   | Kristiania                   | Norwegia                     |                              | 1:1                          | towarzyski                   |
| 4.                           | 02.07.1916                   | Sztokholm                    | Norwegia                     |                              | 6:0                          | towarzyski                   |